# محمد هيثم العيسوي
محمد هيثم العيسوي لاعب كره قدم مصري، يلعب في مركز وسط مدافع، لعب للمنتخب الأولمبي المصري.

## حياته
من مواليد المنصوره 2000 لعب في أكاديمية الأهلي ثم انتقل الي بلديه المحلة و بعدها الي الجزيرة الإماراتي وانتهي به المطاف في مريخ الفاشر السوداني موسم 2019/2020, بعد أن تم ترشيحه من قبل رابطة المريخ هناك وتكفلت بالمقابل المالي تمهيدا الي انتقاله الي المريخ العاصمي الموسم المقبل .

## وفاته
توفي في الخرطوم السبت 29 فبراير 2020 , في فندق اوركيد مقر إقامة بعثة مريخ الفاشر اثر حريق الذي تسبب في وفاة اللاعب المصري محمد العيسوي متاثرا بالإصابة بعد ان قفز من الطابق الرابع رفقة 4 من زملائه في الفريق.
وأعلن الاتحاد السوداني لكرة القدم تأجيل كافة المباريات التي كان من المقرر أن تُلعب اليوم وغدًا بالدوري، على خلفية الحادث المؤسف، و دفن في مسقط راسه بالمنصوره بحضور ممثلين الاتحاد السوداني واداره النادي .